# كيلي داير
كيلي داير (بالإنجليزية: Kelly Dyer)‏ هي لاعبة هوكي الجليد أمريكية، ولدت في 1 مارس 1966.

## وصلات خارجية
- كيلي داير على موقع EliteProspects.com (الإنجليزية)
- كيلي داير على موقع HockeyDB.com (الإنجليزية)